# Volkswagen Buba
Volkswagen Käfer, folksvagen buba (njem. Volkswagen Käfer, službeni naziv Typ 1) automobil je njemačkog proizvođača Volkswagena. Buba se proizvodila u razdoblju od 1938. do 2003. godine te je postala jedan od najpoznatijih i najpopularnijih automobila svih vremena. U tom je vremenu proizvedeno 21.529.464 automobila (od čega 15.444.858 u Njemačkoj i oko 3.350.000 u Brazilu). Kada je godine 2003. proizveden posljednji primjerak u Meksiku (karakteristična je za Južnu Ameriku jer su nakon prekida proizvodnje u Europi proizvodni pogoni premješteni tamo), Buba je već bila najprodavaniji model (bez mijenjanja dizajna) nekog automobila u povijesti.
Kao rijetko koji automobil, Buba je dosegla kultni status te ima veliki broj ljubitelja širom svijeta, udruženih u klubove. Pojavljivala se u popularnoj kulturi (Herbie u istoimenom Disneyjevom serijalu filmova), bila jedan od zaštitnih znakova hippie pokreta te neiscrpan izvor inspiracije za brojne profesionalne i amaterske prerade. 

## Povijest

### Prototip
Godine 1934. njemački je inženjer austrijskog podrijetla Ferdinand Porsche, u suradnji s tvrtkom NSU Motorenwerke AG izradio tri prototipa oznake Typ 32, što je bila osnova iz koje je uz sitne modifikacije kasnije nastala Buba. Prototip je nastao nakon direktne zapovijedi Adolfa Hitlera, koji je na otvaranju berlinske automobilske izložbe 1933. održao svoj prvi govor kao Führer, u kojem je između ostalog obećao da će uskoro svaka prosječna radnička obitelj imati automobil. Postoje naznake da je prototip Typ 32 bio inspiriran modelom iz 1920-ih, inženjera Josefa Ganza. Ime Volkswagen doslovno znači "narodno vozilo". Hitler je tražio od Porschea vozilo koje bi petoročlanu obitelj moglo prevesti brzinom do 100 km/h i koje ne bi koštalo preko 1000 reichsmaraka, što je bila cijena manjeg motocikla i što je prosječna obitelj mogla uštedjeti u četiri godine ako bi svaki tjedan ostavila sa strane 5 RM.
Dana 22. lipnja 1934. Udruženje njemačkih proizvođača automobila (RDA) potpisalo je ugovor s Porscheom o proizvodnji Volkswagena. Porsche je trebao isporučiti tri prototipa novog automobila u roku od 10 mjeseci, za što mu je plaćeno 20.000 RM. U suradnji s tvrtkom NSU, glavni Porscheov inženjer Erwin Komenda, Porscheov sin Ferry Porsche i ekipa inženjera prionuli su izradi vozila, a glavnu im je poteškoću predstavljao Hitlerov uvjet da automobil ne smije biti skuplji od 900 RM (što je kasnije povećano na 990 RM), te su prototipovi isporučeni RDA-u tek u listopadu 1936. Kako je prototip koristio nezadovoljavajući dvotaktni motor, koji nije uspio pogoniti automobil do zahtijevane brzine od 100 km/h, Porscheov inženjer Franz Reimspiess konstruirao je četverotaktni četverocilindrični boxer motor čiji se osnovni dizajn koristio u svim kasnijim izvedbama VW Bube.

### DAF, GEZUVOR i početak proizvodnje
Premda Porscheovi ljudi nisu uspjeli proizvesti automobil po zahtijevanoj cijeni, njihovo se vozilo svidjelo Hitleru te je on daljnju proizvodnju povjerio Deutsche Arbeitsfrontu (DAF), na čijem je čelu bio Robert Ley. Ley je iskoristio trenutak za samopromociju, održavši niz govora u kojima je isticao da je DAF preuzeo proizvodnju Volkswagena nakon što "kapitalisti nisu uspjeli zbog kratkovidnosti, zavisti, profiterstva i gluposti". Porsche, koji je sad radio za DAF, izgradio je novu Volkswagenovu tvornicu u Fallerslebenu (današnji Wolfsburg). Tvrtka je dobila ime GEZUVOR (Gesellschaft zur Vorbereitung des Deutschen Volkswagen GmbH - Društvo za izradu njemačkog narodnog vozila). Troškovi gradnje tvornice bili su enormni, što je Ley donekle pokrio financijskim malverzacijama DAF-ovih fondova i novcem od članstva (DAF je u nacističkoj Njemačkoj bio neka vrst sindikata).
Češki je proizvođač automobila Tatra pokrenuo sudsku tužbu kad je ustanovljeno da novi automobil prilično nalikuje njihovom modelu T97, u dizajnu, tada revolucionarnom zračnom hlađenju te motoru postavljenom straga sa stražnjim pogonom. Tužba je ugašena kada je Treći Reich 1938. okupirao Čehoslovačku. Tatra je nakon rata ponovo pokrenula tužbu te je 1961. presuđeno da im tvrtka Volkswagen mora isplatiti 3.000.000 DEM, što je uvelike usporilo razvoj Bube.
Proizvodnja je počela krajem 1938., a prvi su se modeli Volkswagena pojavili početkom 1939. godine, pod službenim nazivom "KdF-Wagen" (KdF je značilo "Kraft durch Freude" - "Snaga kroz radost", što je bio slogan DAF-a). Čak 340.000 Nijemaca uplatilo je automobil prema DAF-ovom planu štednje ("5 Mark die Woche musst Du sparen - willst Du im eignen Wagen fahren!" - "Uštedi 5 maraka tjedno kako bi se vozio u vlastitom automobilu"), no zbog početka Drugog svjetskog rata nitko od njih nije ga dobio. Cijeli je projekt bio financijski neisplativ te je postojao isključivo iz propagandnih razloga, a bio je moguć kao posljedica teške financijske korupcije nacističkog režima.

### Drugi svjetski rat i poslijeratna obnova proizvodnje
S izbijanjem rata volfsburška je tvornica prestala s proizvodnjom KdF-Wagena i preorijentirala se na proizvodnju vojnih vozila. Neka od njih su Typ 82 Kubelwagen (terensko vozilo, zapravo adaptirani KdF-Wagen), njegova podvrsta Typ 155 s gusjenicama te Typ 128 Schwimmwagen, amfibijsko vozilo s pogonom na sva četiri kotača i propelerom. Posebna prerada KdF-Wagena, zapravo Kubelwagen s karoserijom KdF-Wagena, zvala se Kommandeurwagen, no proizvedeno ih je samo 669 do kraja rata.
Nakon početka savezničkih bombardiranja, većina se proizvodnje preselila u podzemne bunkere. To je omogućilo brzi oporavak tvornice nakon svršetka rata. Tvornica je bila u rukama Amerikanaca, koji su je prepustili Britancima. Potonji su je planirali raspustiti i strojeve preseliti u Veliku Britaniju, no britanske tvrtke nisu bile zainteresirane za tvornicu jer su je proglasile zastarjelom i ekonomski neisplativom. Proizvodnja je obnovljena, ali su se i dalje proizvodila samo vojna vozila, ovaj put za britansku vojsku. Upraviteljem je imenovan britanski časnik Ivan Hirst, koji je uspio uvjeriti britanske vojne vlasti da naruče vozila te je tvornica do 1946. proizvodila 1000 vozila mjesečno, pod novim-starim imenom Volkswagen. Tadašnje su Bube poznate pod engleskim nazivom "split window" (podijeljeni prozor), zbog karakterističnog stražnjeg stakla. Sljedeće je godine izvezeno 5 automobila u Nizozemsku, što je bio prvi njemački izvoz nakon rata. Do 1952. u Nizozemsku je izvezeno 10.000 Volkswagena.

### Veliki uspjeh
Godine 1948. za direktora tvornice postavljen je Nijemac Heinz Heinrich Nordhoff, pod čijom upravom proizvodnja strelovito raste te je 1955. s trake izašlo milijunto vozilo. Buba je imala naprednu tehnologiju u klasi malih automobila te je lakoćom postizala bolje performanse od konkurenata, kao što su bili Renault 4CV, Citroen 2CV ili Morris Minor. Postizala je 115 km/h sa standardnim 33 KS motorom, rijetko se kvarila i bila prilično udobna. Osim u Nizozemsku, izvozila se u Belgiju, a u Irskoj i Brazilu sklapala su se vozila od dijelova uvezenih iz Njemačke. U Sjedinjenim su Državama, po običaju, bili skeptični prema europskim automobilima, ali se Nordhoff nije predavao i već 1955. Volkswagen je s 28.097 komada bio najprodavaniji uvozni automobil u SAD-u. Tijekom 1960-ih potražnja za Bubom poprimala je oblike histerije te je 1963. u SAD-u prodano više Buba nego u Njemačkoj. Tako je Buba postala važnim dijelom "njemačkog gospodarskog čuda" (Wirtschaftswunder).
Dizajn Bube pretrpio je mnoge promjene tijekom 1950-ih i 1960-ih. Posebice se to odnosilo na stražnje staklo, koje je bilo podijeljeno ("split window"), pa manje i ovalno (cjelovito) te na koncu cjelovito veliko staklo, kakvo je ostalo do kraja proizvodnje. Također je bilo promjena u motoru, koji je zamijenjen jačim 1,2 litarskim, a kasnije (1967.) i 1,5 litarskim s 54 KS.
Do početka 1970-ih Buba je postala najprodavaniji automobil svih vremena (službeno je to bilo 17. veljače 1972. godine, kada je proizvedena Buba br. 15007034, čime je Volkswagen preuzeo rekord od Fordovog Modela T). Buba i danas drži titulu najprodavanijeg automobila istog dizajna, s 21.529.464 proizvedenih primjeraka. Na listi svih vremena vodi Toyota Corolla, koja se prodala u preko 40 milijuna primjeraka, no taj je automobil pretrpio nekoliko drastičnih promjena izgleda od 1966. do danas. Buba se na toj listi nalazi na 4. mjestu, iza Corolle, Ford F-Series kamioneta i Volkswagen Golfa.

### Pad proizvodnje
Ušavši u četvrto desetljeće proizvodnje, Volkswagenova je Buba polako počela gubiti utrku s novijim modelima automobila. Premda je 1971. zabilježio rekordnu prodaju od 1,3 milijuna primjeraka Bube, Volkswagen je počeo uvoditi i druge modele, kako bi mogao parirati na tržištu koje se okretalo većim i snažnijim automobilima. Među njima su bili Typ 3, Typ 4 te K70. Međutim, ni jedan od tih automobila nije se približio uspjehu Bube koja je u međuvremenu također bilježila strmoglav pad prodaje pa je tvrtka bila na rubu bankrota. Uz pomoć njemačke vlade 1974. je u tvornici u Wolfsburgu počela proizvodnja novog, modernijeg automobila s prednjim pogonom - Golfa, kojeg je dizajnirao Talijan Giorgetto Giugiaro. Premda se proizvodnja Bube nastavila u drugim tvornicama širom svijeta, u Njemačkoj se veoma smanjila, sve dok u siječnju 1978. godine nije proizveden posljednji primjerak (u Osnabrücku se kabriolet izvedba Bube proizvodila do 1980.).
Nakon gašenja proizvodnje u Njemačkoj, glavne tvornice za sklapanje Bube bile su u meksičkoj Puebli i u brazilskom São Bernardu do Campu. U Sarajevu se u TAS-u Buba sklapala od 1972. do 1976. u tri inačice, 1200, 1300 i 1303 (Super Beetle), nakon čega se i ta tvornica preorijentirala na proizvodnju Golfa.

### Posljednje Bube
Buba se u Meksiku sklapala u tvornici u Puebli od 1967. godine. Od 1954. postojala je tvrtka Volkswagen Mexicana, S.A., koja je ispočetka koristila Chryslerove pogone za proizvodnju. Nakon 36 godina proizvodnje, tvornica u Puebli je proizvela posljednju originalnu Bubu dana 30. srpnja 2003. Vozilo je odmah otpremljeno u Volkswagenov muzej u Wolfsburgu, a pratio ga je mariachi sastav.
U Brazilu je proizvodnja prestala 1986., da bi ponovo bila pokrenuta 1993., ali je zbog nezadovoljavajućih rezultata prodaje 1996. definitivno ugašena. U Europi je Volkswagen s prodajom Bube prestao još 1985., premda su privatne tvrtke uvozile meksički model sve do prestanka proizvodnje 2003.
Razlozi prestanka proizvodnje prvenstveno su u padu prodaje - primjerice, 2003. je proizvedeno samo 30.000 modela, u usporedbi s 1,3 milijuna iz rekordne 1971. Uz to, ukus potrošača se dosta promijenio, pa su najprodavaniji modeli, uz Golfa, postali Passat i Touareg. Također, meksičku je proizvodnju dodatno pogodila odluka njihove vlade da zabrani korištenje Buba kao taksija u Ciudad de Méxicu, zbog velike emisije štetnih plinova (Ciudad de México je jedan od najzagađenijih svjetskih gradova), kao i zbog zakona da taksi vozila moraju imati četvora vrata.

## Tvornice u kojima se sklapala Buba
- São Bernardo do Campo, Brazil
- Puebla, Meksiko
- Wolfsburg, Njemačka
- Hanover, Njemačka
- Emden, Njemačka
- Ingolstadt, Njemačka
- Osnabrück, Njemačka
- Lagos, Nigerija
- Uitenhage, JAR
- Brisel, Belgija
- Džakarta, Indonezija
- Sarajevo, Jugoslavija (TAS – Tvornica automobila Sarajevo)
- Manila, Filipini
- Melbourne, Australija
- Auckland, Novi Zeland

## Tehničke značajke
Značajke dizajna Bube, kao što su straga smješten, zrakom hlađeni četverocilindrični boxer motor, stražnji pogon, aerodinamičan oblik i konstrukcija okvira bez samonoseće karoserije mogu se također naći u drugim vozilima razvijenim u isto vrijeme. Karakteristika Bube je da su ove značajke bile prisutne tijekom cijelog proizvodnog razdoblja, iako su drugdje 1960-ih i 1970-ih zračno hlađenje i stražnji motor u automobilskoj industriji uglavnom nestali, a samonoseća je karoserija već 1950-ih bila standard u automobilskoj industriji.

### Unutrašnjost
Bubu je od samih početaka krasila vrlo jednostavna, ali kvalitetno izrađena unutrašnjost, u kojoj je bilo malo toga osim upravljača, pedala, mjenjača, ručne kočnice, brzinomjera i indikatora goriva. Iza volana su bili otvori za ventilaciju, dok se na suvozačevoj strani nalazio pretinac za rukavice i ručica za držanje. Na upravljaču je bio grb grada Wolfsburga. Detalji unutrašnjosti su se neznatno mijenjali tijekom godina.
Buba je uobičajeno imala samo jedan ključ, koji je otvarao sva vrata i pokretao motor. Imala je zračno nepropusnu unutrašnjost, zbog koje je mogla plutati na vodi (te je Volkswagen čak koristio tu činjenicu u reklamne svrhe), a vrata su se lakše zatvarala ako bi se malo otvorio prozor. Prednja stakla su leptir stakla. Većina je modela imala prednja sjedala s podesivim naslonom i mogućnošću pomicanja naprijed-natrag. Nasloni za glavu nisu se serijski ugrađivali sve do kasnijih modela.

### Motor
Početkom 1970-ih, na vrhuncu popularnosti Bube, uobičajeno su se ugrađivala tri motora, i to 1.2 s 1198 ccm, 1,3 L s 1285 ccm te jači, 1,6 L s 1584 ccm. Jači je motor imao 50 KS te je trošio, za današnje prilike, zastrašujućih 11,0 litara goriva na 100 km (izvedba s automatskim mjenjačem i do 12,0 litara), premda su tvornički podaci navodili 9,0 i 9,5 litara, dok je najslabiji motor, 1,2 L s 1198 ccm, trošio 7,5 do 8 litara na 100 km.

### Tablica tehničkih značajki
U tabeli ispod su podatci za modele bube od 1946. do 1973. godine:
|                                      | 1100 (1946.–53.) | 1200 (1954.–65.) | 1200 (1960.–73.) | 1300 (1965.–70.) | 1500 (1966.–73.) | 1600 (1972.–73.) |                                              |
| ------------------------------------ | --- | --- | --- | --- | --- | --- | -------------------------------------------- |
| Motor:                               | četverotaktni četverocilindrični boxer motor | četverotaktni četverocilindrični boxer motor | četverotaktni četverocilindrični boxer motor | četverotaktni četverocilindrični boxer motor | četverotaktni četverocilindrični boxer motor | četverotaktni četverocilindrični boxer motor | četverotaktni četverocilindrični boxer motor |
| Obujam:                              | 1131 cm³ | 1192 cm³ | 1192 cm³ | 1285 cm³ | 1493 cm³ | 1584 cm³ |                                              |
| Provrt x hod:                        | 75 x 64 mm | 77 x 64 mm | 77 x 64 mm | 77 x 69 mm | 83 x 69 mm | 85,5 x 69 mm |                                              |
| Najveća snaga (KS) okretaja u min    | 18,4 kW (25) 3300 | 22 kW (30) 3400 | 25 kW (34) 3600 | 29,5 kW (40) 4000 | 32 kW (44) 4000 | 37 kW (50) 4000 |                                              |
| Maks. moment (mkg) okretaja u min    | 67 Nm (6,8) 2000 | 75 Nm (7,7) 2000 | 82 Nm (8,4) 2000 | 87 Nm (8,9) 2000 | 100 Nm (10,2) 2000 | 106 Nm (10,8) 2800 |                                              |
| Sustav goriva:                       | Downdraft karburator | Downdraft karburator | Downdraft karburator | Downdraft karburator | Downdraft karburator | Downdraft karburator |                                              |
| Sustav goriva:                       | Solex 28 PCI | Solex 28 PCI | Solex 28 PICT-1 | Solex 30 PICT-1 | Solex 30 PICT-1 | Solex 34 PICT-3 |                                              |
| Sustav ventila:                      | Stoßstange i rocker arm, centralna bregasta osovina, zupčanici | Stoßstange i rocker arm, centralna bregasta osovina, zupčanici | Stoßstange i rocker arm, centralna bregasta osovina, zupčanici | Stoßstange i rocker arm, centralna bregasta osovina, zupčanici | Stoßstange i rocker arm, centralna bregasta osovina, zupčanici | Stoßstange i rocker arm, centralna bregasta osovina, zupčanici |                                              |
| Hlađenje:                            | zračno | zračno | zračno | zračno | zračno | zračno |                                              |
| Mjenjač:                             | 4-brzinski mjenjač, Mittelschaltung (25 kW 1965./66. (Saxomat); 29,5 kW do 37 kW od 1968. također i 3-stupanjski poluautomatik)                                                                                   | 4-brzinski mjenjač, Mittelschaltung (25 kW 1965./66. (Saxomat); 29,5 kW do 37 kW od 1968. također i 3-stupanjski poluautomatik)                                                                                   | 4-brzinski mjenjač, Mittelschaltung (25 kW 1965./66. (Saxomat); 29,5 kW do 37 kW od 1968. također i 3-stupanjski poluautomatik)                                                                                   | 4-brzinski mjenjač, Mittelschaltung (25 kW 1965./66. (Saxomat); 29,5 kW do 37 kW od 1968. također i 3-stupanjski poluautomatik)                                                                                   | 4-brzinski mjenjač, Mittelschaltung (25 kW 1965./66. (Saxomat); 29,5 kW do 37 kW od 1968. također i 3-stupanjski poluautomatik)                                                                                   | 4-brzinski mjenjač, Mittelschaltung (25 kW 1965./66. (Saxomat); 29,5 kW do 37 kW od 1968. također i 3-stupanjski poluautomatik)                                                                                   |                                              |
| Prednji ovjes:                       | Crank-link ovjes, dvije poprečne torzijske prečke | Crank-link ovjes, dvije poprečne torzijske prečke | Crank-link ovjes, dvije poprečne torzijske prečke | Crank-link ovjes, dvije poprečne torzijske prečke | Crank-link ovjes, dvije poprečne torzijske prečke | Crank-link ovjes, dvije poprečne torzijske prečke |                                              |
| Stražnji ovjes:                      | Swing osovina, trailing arm, poprečne torzijske okrugle prečke (automatik modeli iz 1968.: dvoležajna zajednička osovina, trailing arm, poprečne torzijske prečke)                                                | Swing osovina, trailing arm, poprečne torzijske okrugle prečke (automatik modeli iz 1968.: dvoležajna zajednička osovina, trailing arm, poprečne torzijske prečke)                                                | Swing osovina, trailing arm, poprečne torzijske okrugle prečke (automatik modeli iz 1968.: dvoležajna zajednička osovina, trailing arm, poprečne torzijske prečke)                                                | Swing osovina, trailing arm, poprečne torzijske okrugle prečke (automatik modeli iz 1968.: dvoležajna zajednička osovina, trailing arm, poprečne torzijske prečke)                                                | Swing osovina, trailing arm, poprečne torzijske okrugle prečke (automatik modeli iz 1968.: dvoležajna zajednička osovina, trailing arm, poprečne torzijske prečke)                                                | Swing osovina, trailing arm, poprečne torzijske okrugle prečke (automatik modeli iz 1968.: dvoležajna zajednička osovina, trailing arm, poprečne torzijske prečke)                                                |                                              |
| Kočnice:                             | Bubanj-kočnice, kabel-aktivirane (Ø 230 mm) (VW Export od svibnja 1950., VW Standard od travnja 1962.), hidraulične 32 kW 1966. – 70. i 37 kW: sprijeda disk-kočnice (Ø 270 mm), straga bubanj-kočnice (Ø 230 mm) | Bubanj-kočnice, kabel-aktivirane (Ø 230 mm) (VW Export od svibnja 1950., VW Standard od travnja 1962.), hidraulične 32 kW 1966. – 70. i 37 kW: sprijeda disk-kočnice (Ø 270 mm), straga bubanj-kočnice (Ø 230 mm) | Bubanj-kočnice, kabel-aktivirane (Ø 230 mm) (VW Export od svibnja 1950., VW Standard od travnja 1962.), hidraulične 32 kW 1966. – 70. i 37 kW: sprijeda disk-kočnice (Ø 270 mm), straga bubanj-kočnice (Ø 230 mm) | Bubanj-kočnice, kabel-aktivirane (Ø 230 mm) (VW Export od svibnja 1950., VW Standard od travnja 1962.), hidraulične 32 kW 1966. – 70. i 37 kW: sprijeda disk-kočnice (Ø 270 mm), straga bubanj-kočnice (Ø 230 mm) | Bubanj-kočnice, kabel-aktivirane (Ø 230 mm) (VW Export od svibnja 1950., VW Standard od travnja 1962.), hidraulične 32 kW 1966. – 70. i 37 kW: sprijeda disk-kočnice (Ø 270 mm), straga bubanj-kočnice (Ø 230 mm) | Bubanj-kočnice, kabel-aktivirane (Ø 230 mm) (VW Export od svibnja 1950., VW Standard od travnja 1962.), hidraulične 32 kW 1966. – 70. i 37 kW: sprijeda disk-kočnice (Ø 270 mm), straga bubanj-kočnice (Ø 230 mm) |                                              |
| Karoserija:                          | Čelična platforma na središnjem cjevastom okviru | Čelična platforma na središnjem cjevastom okviru | Čelična platforma na središnjem cjevastom okviru | Čelična platforma na središnjem cjevastom okviru | Čelična platforma na središnjem cjevastom okviru | Čelična platforma na središnjem cjevastom okviru |                                              |
| Razmak prednjih/stražnjih kotača:    | 1290–1316 / 1250–1358 mm | 1290–1316 / 1250–1358 mm | 1290–1316 / 1250–1358 mm | 1290–1316 / 1250–1358 mm | 1290–1316 / 1250–1358 mm | 1290–1316 / 1250–1358 mm |                                              |
| Osovinski razmak:                    | 2400 mm | 2400 mm | 2400 mm | 2400 mm | 2400 mm | 2400 mm |                                              |
| Dužina:                              | 4070 mm | 4070 mm | 4070 mm | 4070 mm | 4070 mm | 4070 mm |                                              |
| Težina praznog vozila:               | limuzina: 730–820 kg kabriolet: 800–870 kg | limuzina: 730–820 kg kabriolet: 800–870 kg | limuzina: 730–820 kg kabriolet: 800–870 kg | limuzina: 730–820 kg kabriolet: 800–870 kg | limuzina: 730–820 kg kabriolet: 800–870 kg | limuzina: 730–820 kg kabriolet: 800–870 kg |                                              |
| Najveća brzina:                      | 105 km/h | 112 km/h | 115 km/h | 122 km/h autom.: 117 km/h | 128 km/h autom.: 123 km/h | 135 km/h autom.: 130 km/h |                                              |
| 0–100 km/h:                          | 50 s | 38 s | 33 s | 28 s autom.: 33 s | 23 s autom.: 28 s | 21 s autom.: 24 s |                                              |
| Potrošnja (litara na 100 km):        | 7,5 N | 8,0 N | 8,5 N | 9,5 N autom.: 10,5 N | 10,0 N autom.: 11,0 N | 11,0 N autom.: 12,0 N |                                              |
| Cijena (DEM): Standard Export Cabrio | 5.300 5.625 7.500 | 3.950 4.850 6.500 | 4.290 4.740 5.990 | -- 4.980 6.490 | -- 5.385 6.895 | -- 6.530 -- |                                              |

## Modeli
- VW Standard, iz 1950.
- VW Standard, iz 1950.
- Ovali, iz 1953.
- VW Export II, iz 1955.
- Model 1200, iz 1960.
- Model 1300, iz 1969.
- Model, 1303.
- Meksička Buba VW 1600, iz 1993.
- Kabriolet-model, iz 1949.
- Posljednji proizvedeni kabriolet-model bube, iz 1980.
- Hippie Buba, iz ?.

## New Beetle
Volkswagen je u listopadu 1997. počeo s proizvodnjom automobila New Beetle, čiji je retro dizajn inspiriran Bubom. Model od 2003. postoji i kao kabriolet, a facelift je doživio 2005. Premda nalikuje Bubi, New Beetle je potpuno novi automobil, zasnovan na platformi Golfa IV. Najveća je razlika u odnosu na Bubu to što je motor smješten sprijeda, a prtljažnik straga.
New Beetle dolazi u benzinskoj i dizelskoj izvedbi, od 1,4 l do 3,2 l motora (koji ima 225 KS). Relativno visoka cijena u odnosu na Bubu znači da je automobil namijenjen onima s nešto dubljim džepom.
Za 2010. godinu najavljen je novi dizajn New Beetlea.

## Prerade
Buba je vrlo popularan automobil za prerade (tuning) širom svijeta, ne samo zbog svoje niske cijene i jednostavne izvedbe, već i zbog svog kultnog statusa i prepoznatljivosti, gdje se i najmanja promjena odmah primijeti.

### Vanjski izgled
Mnogo je poznatih stilova prerade Bube, kao što su Cal Looker (California Look - kalifornijski izgled) ili Rat rod. Iako međusobno jako slični, razlikuju se dovoljno da se može vidjeti kako se radi o različitim preradama. California Look se uvelike promijenio u preko 30 godina modifikacija. Najčešći način prerade je promjena kotača i "spuštanje" automobila. Kotači se zamjenjuju atraktivnijim EMPI kotačima s 5 ili 8 žbica te Speedwellovim ili Porscheovim originalnim kotačima, kao što je Fuchs s Porschea 911. California Look uglavnom karakterizira uklanjanje vanjskih ukrasa i branika čime se dobiva "čišći" izgled i smanjuje težina vozila. 
Ako se u preradi ostave branici, najčešće su kromirani i ulašteni, ili su obojani nekom metalik bojom. Dodaju se i kromirane ispušne (duple) cijevi.

### Unutrašnjost i motor
Mnogo vlasnika Bube ne želi mijenjati izvornu unutrašnjost vozila; najčešća dorada je ugrađivanje auto-radija s dodatnim zvučnicima i subwooferom, ugrađenim u prednji dio vozila. Bube koje se koriste u auto-utrkama najčešće imaju pojačani okvir. Standardni se 1,6 motor lako može prepraviti i do 2,4 pomoću većih klipova i cilindara, turbopunjača i druge tuning opreme. Koriste se i motori drugih proizvođača, kao što su Porsche, Volvo, Subaru, Alfa Romeo, Chevrolet i Rover.

## Klubovi ljubitelja u Hrvatskoj
U Hrvatskoj su registrirana tri kluba ljubitelja Bube: VW Buba Klub Zagreb, Buba klub Rijeka i Oldtimer Buba klub Karlovac, a mnogi su vlasnici članovi nekog od ostalih klubova oldtimera. Klubovi organiziraju razne susrete, od kojih je posljednji bio "RoVWinj 2013", održan od 24. do 26. svibnja 2013. u turističkom naselju "Polari" kraj Rovinja.

## Vanjske poveznice
- VW Buba Klub Zagreb  Arhivirana inačica izvorne stranice od 17. rujna 2009. (Wayback Machine)